# Rua 15 de Outubro
A Rua 15 de Outubro, localizada na capital paranaense, é uma homenagem ao dia 15 de outubro, dia comemorativo ao principal profissional da educação: o professor.
A rua integra o Conjunto Residencial Mercúrio, construído em meados da década de 1970 no extremo leste da capital paranaense e pertencente ao bairro Cajuru. O conjunto foi projetado e construído pela Cohalar (Cooperativa Habitacional de Integração dos Assalariados de Curitiba) e financiado pelo antigo BNH (Banco Nacional de Habitação).
A ”15 de Outubro” inicia-se na esquina da Rua Eng. Benedito Mário da Silva e termina de frente para a Avenida Jornalista Aderbal Gaertner Stresser, porém, não há ligação da “15” com a “Aderbal”.
Rua tipicamente residencial, a ”15 de Outubro” é considerada uma das menores ruas pertencente ao Conj. Res. Mercúrio com uma extensão de apenas 77 metros.
Como detalhe, nas proximidades da rua que homenageia os professores existem duas instituições de ensino com inúmeros educadores, sendo eles a Escola Municipal Irati e o Colégio Estadual Professor Nilo Brandão.

## História

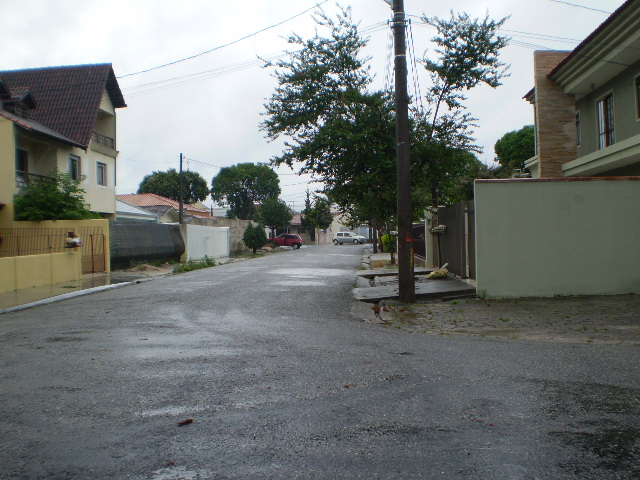
Rua 15 de Outubro no Conjunto Residencial Mercúrio – rua tipicamente residencial

A ”15 de Outubro” foi a primeira, e única, denominação desta rua desde sua inauguração entre os anos de 1975 ou 1976. Através da iniciativa de Edgard Dantas Pimentel que apresentou um projeto de lei (n° 119 - 126) em 1972, e este projeto foi sancionado pelo então prefeito (em seu 1° mandato) da cidade, Jaime Lerner, em 18 de setembro de 1972 sob a lei ordinária n° 4347/1972.